# Tavola Strozzi
Tavola Strozzi je slika napravljena temperom na drvu i pripisuje se Francescu Rosselliju, datirana u 1472.-1473. i čuva se u Nacionalnom muzeju San Martino u Napulju. Predstavlja vedutu Napulja iz 15. stoljeća.